# Abegesta concha
Abegesta concha är en fjärilsart som beskrevs av Munroe 1964. Abegesta concha ingår i släktet Abegesta och familjen Crambidae. Inga underarter finns listade i Catalogue of Life.